# قائمة مدن جزر القمر
هذه قائمة بمدن جزر القمر:

## مدن وقرى جزيرةحنزوان
- موتسامودو (عاصمة الجزيرة)
- بامباو متروني
- بازيميني
- دوموني
- جيميليمي
- جيميليميه
- كوني جوجو
- ميرونتسي
- مويا
- مراماني
- أونغوجو
- واني
- سيما
- بوموني
- تسيمبيو
- أدا دويني
- أكيباني
- أنتساهيه
- أسيمباو
- بادا كوني
- بادا لا جاندزا
- بانداجو
- بندرا لاماهاليه
- بندراني
- بندراني متانغاني
- بركاني
- بيمبيني
- بونغويني
- شاندرا
- شاويني
- شيرونكامبا
- شيروروني
- شيتروني
- داجي
- دار سلامة
- ديندري
- دزياني
- دزيدري
- دزيندري
- غنامبو مورو
- غناترانغا مويو
- هاشمبندا
- هاجوهو
- هامشاكو
- هارمبو
- كانغاني
- كوكي
- كوموني
- كوني نغاني
- كووي كوسيني
- ليمبا
- لينغوني
- ماغناسيني
- ماغناسيني نيندري
- ماراهاريه
- مبامباو متسانغا
- مبويغوما
- ميليمبيني
- ميرونغاني
- مجاماوي
- مجيماندرا
- موجيمفيا
- مريماني
- مريجو
- مروماجي
- ندرودوني
- نغاندزاليه
- أونغوني
- أونغوجو
- أوزيني
- باستي
- بوموني نيندري
- سعنداني
- سلاماني
- فاسي
- فواني

## مدن وقرى جزيرةالقمر الكبرى
- موروني (عاصمة الجزيرة والعاصمة الوطنية)
- فانامبويني
- فانادجو
- شيزاني
- دمبيني
- فومبوني
- هاهايا
- إيكوني
- إتسيكودي
- كويمباني
- مبيني
- ميتساميولي
- ميتسوجي
- موهورو
- مفوني
- نتساويني
- نتسوجيني
- نكوراني
- بيجاني
- سيليا
- تسيجي
- باهاني
- بامباجاني
- بامباني
- بانداماجي لادومبا
- بانغوي هامتساها ماجيوي
- بانغوي مافوسا نكوا
- باتسا
- بويني يا بامباو
- بوداجو
- بوني
- شاملي
- شنديني
- شواني
- ديماجو
- ديماجو دمي
- جوماني مشينازي
- جومواشونغو نيومباجو
- دوموني يا جو
- دونياني
- دزاهاجو
- دزاهاجو لامزاندي
- دزاهاني
- دزواجو
- فونغا أنيهاني
- غنادومبيني
- حاجامبو
- هامبو
- هانتسامبو
- هانتسيندزي
- هيلينجي سليماني زوندا
- هيرومبيلي
- هيروهي
- إيجينكوندزي
- إفونديهي شامبواني
- إتساندزيني
- إتسينكوندي
- إفيمبيني بانداساموليني
- إفواني
- كاندزيلي مجواهايا
- كوا
- ماجيويني
- ماندزا
- ماويني
- ماويني لاجيري
- مافينغوني
- مباشيلي نابابو
- مبانغوا كوني ميزيجو
- مدي ساهاني
- مجانكاينوا
- مجويزي
- مجوييزي
- ميمبوا جو
- ميتسوجي ترومبيني
- ممنونغو
- مواجا
- موادزازا مبواني
- متسامدو
- متسانغادو
- ندرواني
- ندزاوزي
- نغومادزاها مفوباري
- نيوماميليما
- نوما ميليما
- نومادزاها
- نروندي
- نتساجيني
- نتساويني
- نتسورالي
- نسوجيني
- نيامبيني
- ويلاه تايفا
- أوهوزي
- أونكازي
- أوروفيني
- أوسيفو
- أوزيواني
- باندا
- سليماني
- سليماني مجيباري
- سامبا كوني
- سامبا مبوندوني
- سلياني تسورالي
- سيمامبواني
- سيمبوسا
- سينغاني
- تسينيمواشونغو
- تسينيموابانغا ميهابواني
- فاناجو
- فانامبواني
- فوفوني

## مدن وقرى جزيرةموحيلي
- فومبوني (عاصمة الجزيرة)
- بندر السلام
- بندر سلامة
- بركاني
- ميرينغوني
- جويزي
- هواني
- كانغاني
- مباتسي
- متاكوجا
- ندروندروني
- نيوماشوا
- والاه
- سامبيا
- واناني
- زيروداني

## انظر
- أرخبيل جزر القمر